# Valigny
Valigny település Franciaországban, Allier megyében. Lakosainak száma 376 fő (2022. január 1.). Valigny Couleuvre, Isle-et-Bardais, Lurcy-Lévis, Bessais-le-Fromental és Saint-Aignan-des-Noyers községekkel határos.

## Népesség
A település népessége az elmúlt években az alábbi módon változott:
| Lakosok száma | 751  | 599  | 527  | 407  | 381  | 377  | 376  | 376  | 373  | 376  |
|               | 1968 | 1982 | 1990 | 2006 | 2013 | 2015 | 2017 | 2019 | 2020 | 2022 |